# Брод (Ленінградська область)
Брод (рос. Брод) — присілок у Лузькому районі Ленінградської області Російської Федерації.
Населення становить 83 особи. Належить до муніципального утворення Скребловське сільське поселення.

## Історія
Згідно із законом від 28 вересня 2004 року № 65-оз належить до муніципального утворення Скребловське сільське поселення.

## Населення
| 1838 | 1862 | 1961 | 1997 | 2007 | 2010 |
| ---- | ---- | ---- | ---- | ---- | ---- |
| 169  | ↘123 | ↗191 | ↘60  | ↘47  | ↗83  |